# Túpolev ANT-10
El Túpolev ANT-10 (también conocido como Túpolev R-7) fue un prototipo de bombardero ligero/avión de reconocimiento monomotor soviético de la década de 1930. Solo se construyó un único prototipo, puesto que se dio preferencia al desarrollo del Polikarpov R-5.

## Diseño
En 1928, la oficina de diseño dirigida por Nikolái Polikárpov desarrolló el Polikarpov R-5 para reemplazar al R-1, una copia sin licencia del Airco DH.9A, que era el avión/bombardero de reconocimiento ligero estándar de la Unión Soviética en ese momento. Como respuesta, la oficina de diseño dirigida por Andréi Túpolev produjo un reemplazo rival para el R-1, basado en su anterior diseño el Túpolev R-3. Al igual que el R-3, el nuevo diseño, llamado ANT-10, era un sesquiplano monomotor con estructura de duraluminio, pero con un ala superior mucho más grande (basada en la del caza Túpolev I-4). Al igual que el R-5, estaba propulsado por un motor BMW VI de 12 cilindros en V, diseñado y fabricado por la firma alemana BMW. Podía transportar 500 kg de bombas en una bodega de bombas interna.
Tecnológicamente, el avión fue diseñado extremadamente simple. Las unidades del fuselaje eran plegables y los elementos estructurales estaban formados en líneas rectas, lo que aseguraba una reparación rápida al reemplazar la parte dañada de la aeronave.
El ANT-10 (que recibió la designación R-7 de la Fuerza Aérea Soviética) comenzó a construirse en 1929 y realizó su primer vuelo el 30 de enero de 1930. Las pruebas del prototipo R-7 comenzaron ese mismo mes. Las pruebas de fábrica y estatales fueron realizadas por los pilotos de pruebas Mijaíl Grómov, A. B. Yumashev y V. O. Pisarenko. Los vuelos demostraron que el R-7 era difícil de controlar y, por lo tanto, no pasó las pruebas estatales. En el otoño de 1930 se hicieron una serie de modificaciones que permitieron mejorar el control de la aeronave, pero para entonces las fábricas ya producían en serie aviones R-5.

## Operadores
Unión Soviética
- Fuerza Aérea Soviética

## Especificaciones
Referencia datos: Tupolev: The Man and His Aircraft

### Características generales
- Tripulación: Dos (piloto y observador)
- Longitud: 10,9 m (35,8 ft)
- Envergadura: 15,2 m (49,9 ft)
- Altura: 3,6 m (11,8 ft)
- Superficie alar: 49 m² (527,4 ft²)
- Peso vacío: 1720 kg (3790,9 lb)
- Peso máximo al despegue: 2920 kg (6435,7 lb)
- Planta motriz: 1× motor lineal V-12 refrigerado por agua BMW VI.
  - Potencia: 370 kW (510 HP; 503 CV)
- Hélices: 1× Bipala de paso fijo por motor.

### Rendimiento
- Velocidad nunca excedida (Vne): 235 km/h (146 MPH; 127 kt) a 5000 m
- Alcance: 1100 km (594 nmi; 684 mi)
- Techo de vuelo: 5500 m (18 045 ft)
- Tiempo a altitud: 3,1 min hasta 1000 m (3280 pies).[4]

### Armamento
- Ametralladoras: 

  - 2x PV-1 de 7,62 mm
- Bombas: 500 kg

## Aeronaves relacionadas

### Desarrollos relacionados
- Túpolev R-3

### Aeronaves similares
- Polikarpov R-5

### Secuencias de designación
- Secuencia ANT-_ (interna de Túpolev): ← ANT-7 - ANT-8 - ANT-9 - ANT-10 - ANT-11 - ANT-12 - ANT-13 →
- Secuencia R-_ (Aviones de Reconocimiento soviéticos, 1923-1940): ← R-4 (II) - R-5 - R-6 - R-7 - R-9 - R-10 - R-12